# Liste der Biografien/Linc
Liste der Biografien |
Portal Biografien |
Personensuche
# |
A |
B |
C |
D |
E |
F |
G |
H |
I |
J |
K |
L |
M |
N |
O |
P |
Q |
R |
S |
T |
U |
V |
W |
X |
Y |
Z |
?
 
La |
Lb |
Lc |
Le |
Lg |
Lh |
Li |
Lj |
Ll |
Lm |
Lo |
Lp |
Lt |
Lu |
Lv |
Lw |
Lx |
Ly |
Lz
 
Lia |
Lib |
Lic |
Lid |
Lie |
Lif |
Lig |
Lih |
Lii |
Lij |
Lik |
Lil |
Lim |
Lin |
Lio |
Lip |
Liq |
Lir |
Lis |
Lit |
Liu |
Liv |
Liw |
Lix |
Liy |
Liz
 
Lina |
Linb |
Linc |
Lind |
Line |
Linf |
Ling |
Linh |
Lini |
Linj |
Link |
Linl |
Linn |
Lino |
Linp |
Lins |
Lint |
Linu |
Linv |
Linw |
Linx |
Liny |
Linz
Die Liste der Biografien führt alle Personen auf, die in der deutschsprachigen Wikipedia einen Artikel haben. Dieses ist eine Teilliste mit 89 Einträgen von Personen, deren Namen mit den Buchstaben „Linc“ beginnt.

## Linc

### Linca
- Linca, Nicolae (1929–2008), rumänischer Boxer
- Lincar, Erik (* 1978), rumänischer Fußballspieler und -trainer

### Lince
- Lincecum, Tim (* 1984), US-amerikanischer Major League Baseball-SpielerTim Lincecum (* 1984)

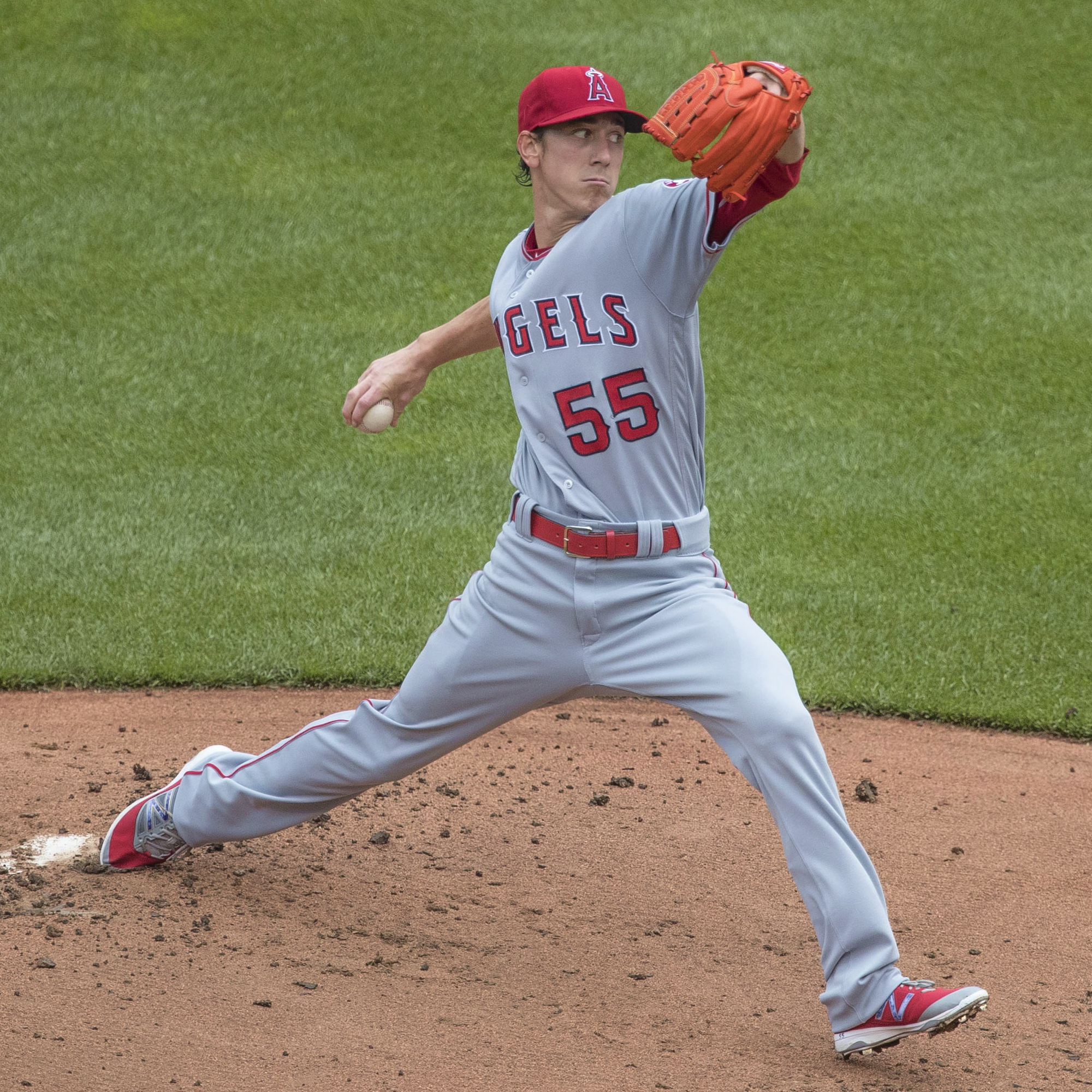
Tim Lincecum (* 1984)

- Lincer, Olivia (* 2004), polnische Tennisspielerin

### Linch
- Linchuk, Maryna (* 1987), belarussisches Model

### Linck
- Linck, Anton Arnold von (1799–1858), deutscher Gutsbesitzer, Ministerialbeamter und Staatsrechtler
- Linck, Catharina Margaretha (1687–1721), deutsche Knopfmacherin, Kattundruckerin und Soldatin, die sich als Mann ausgab
- Linck, Ernst (1874–1935), Schweizer Maler
- Linck, Franz Arnold (1769–1838), bayerischer Beamter, Regierungspräsident der Oberpfalz und von Schwaben
- Linck, Franz Conrad (1730–1793), deutscher Bildhauer
- Linck, Georg Heinrich (1692–1739), deutscher Rechtswissenschaftler und Hochschullehrer
- Linck, Gottlob (1858–1947), deutscher Mineraloge und Kristallograph
- Linck, Hans (1863–1945), deutscher Jurist und Politiker (NLP), MdR
- Linck, Heinrich (1638–1717), deutscher Apotheker und Begründer eines bedeutenden Naturalienkabinetts
- Linck, Heinrich (1642–1696), deutscher Rechtswissenschaftler und Hochschullehrer
- Linck, Hermann (1866–1938), Schweizer Fotograf
- Linck, Hieronymus, deutscher Kürschner, Dichter und Minnesänger
- Linck, Hugo (1890–1976), deutscher lutherischer Geistlicher
- Linck, Joachim (1940–2013), deutscher Jurist, Autor und Direktor des Thüringer Landtages
- Linck, Johann (1831–1900), Schweizer Fotograf mit deutschen Wurzeln
- Linck, Johann Heinrich (1674–1734), deutscher Apotheker und Naturforscher
- Linck, Johann Heinrich (1734–1807), deutscher Apotheker und Naturforscher
- Linck, Karl von (1825–1906), württembergischer Generalleutnant
- Linck, Manfred (* 1957), deutscher Publizist und Historiker
- Linck, Otto (1892–1985), deutscher Förster, Geologe, Paläontologe, Naturschützer, Landschaftspfleger, Fotograf, Schriftsteller und Dichter
- Linck, Rüdiger (* 1959), deutscher Jurist und Vizepräsident des Bundesarbeitsgerichts
- Linck, Sven, dänischer Segler
- Linck, Walter (1903–1975), Schweizer Bildhauer
- Linck, Wenzel (1736–1797), böhmischer Jesuit und Missionar in Baja California
- Linck, Wenzeslaus (1483–1547), deutscher lutherischer Theologe, Prior und Reformator
- Linck-Daepp, Margrit (1897–1983), Schweizer Keramikkünstlerin
- Lincke, Albin (1858–1910), deutscher Architekt in München
- Lincke, Alexander (1815–1864), deutscher Politiker
- Lincke, Dieter (1940–2016), deutscher Grafikdesigner, Zeichner und Buchgestalter
- Lincke, Erna (1899–1986), deutsche Künstlerin
- Lincke, Felix (1840–1917), deutsch-schweizerischer Maschinenbauingenieur und Hochschullehrer
- Lincke, Gertrud (1888–1976), deutsche Architektin
- Lincke, Karl Gustav (1804–1849), deutscher Mediziner
- Lincke, Paul (1866–1946), deutscher Komponist und Theaterkapellmeister; „Vater“ der Berliner Operette
- Lincke-Resch, Helene (1838–1914), deutsche Schriftstellerin
- Linckelmann, Joachim (* 1964), deutscher Flötist, Notengrafiker und Musikarrangeur
- Linckens, Hendrik P. (* 1940), deutscher Schriftsteller
- Lincker und Lützenwick, Joseph Johann Jacob von (1747–1807), sachsen-weimarischer Kammerrat und Gutsherr auf Denstedt
- Linckersdorff, Karl Friedrich Johann Jakob von (1725–1782), preußischer Generalmajor der Armee
- Linckh, Jakob (1787–1841), deutscher Maler und Archäologe
- Linckus, Florian (* 1984), deutscher Filmkomponist, Arrangeur und Musikproduzent

### Linco
- Lincoln (* 1979), brasilianischer Fußballspieler
- Lincoln (* 2000), brasilianischer Fußballspieler
- Lincoln Cox, Travis, US-amerikanischer Schauspieler
- Lincoln Henrique (* 1998), brasilianischer Fußballspieler
- Lincoln, Abbey (1930–2010), US-amerikanische Jazz-Sängerin und Schauspielerin
- Lincoln, Abraham (1809–1865), 16. Präsident der Vereinigten Staaten von AmerikaAbraham Lincoln (1809–1865)

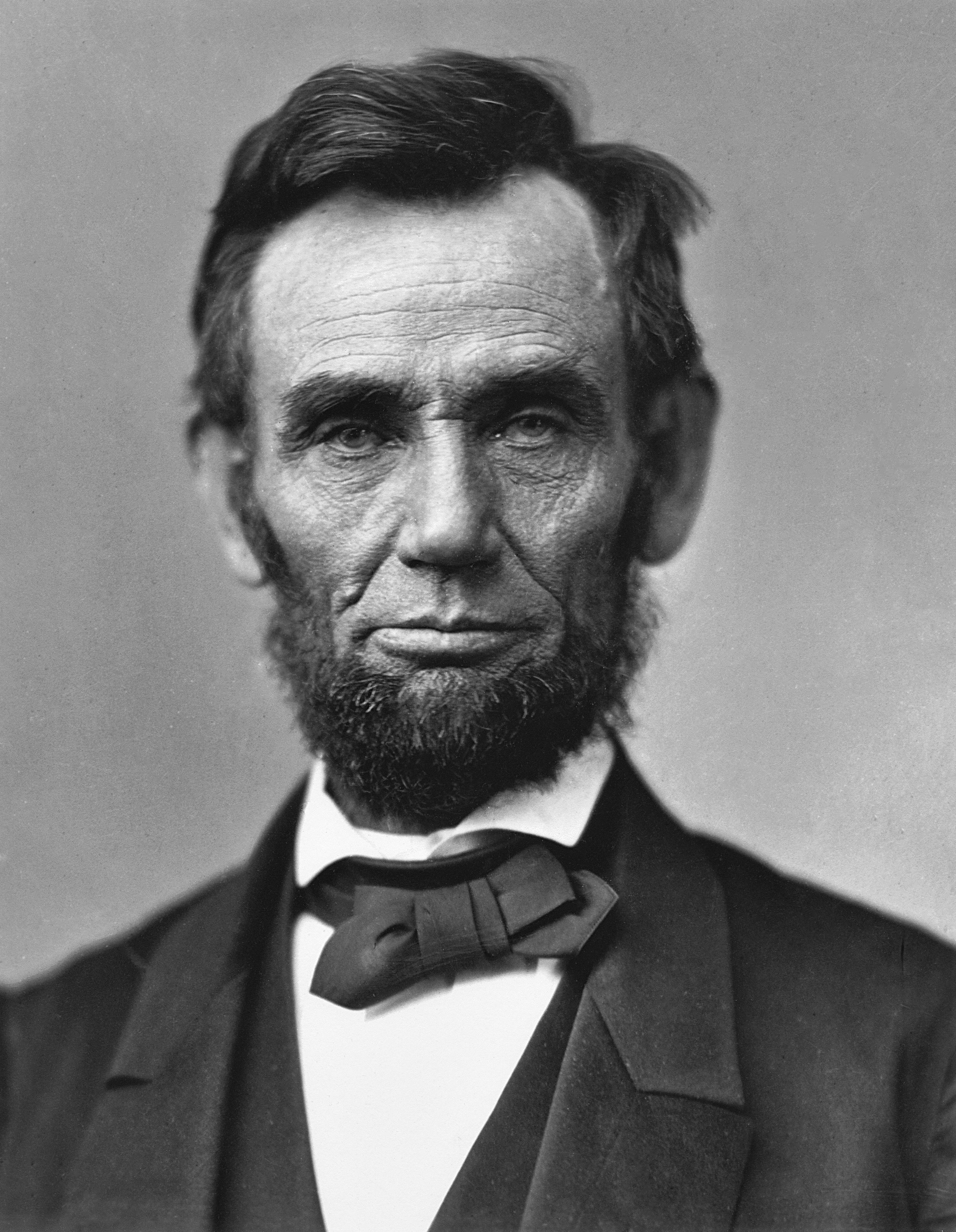
Abraham Lincoln (1809–1865)

- Lincoln, Alexander (* 1994), britischer Filmschauspieler
- Lincoln, Andrew (* 1973), britischer SchauspielerAndrew Lincoln (* 1973)

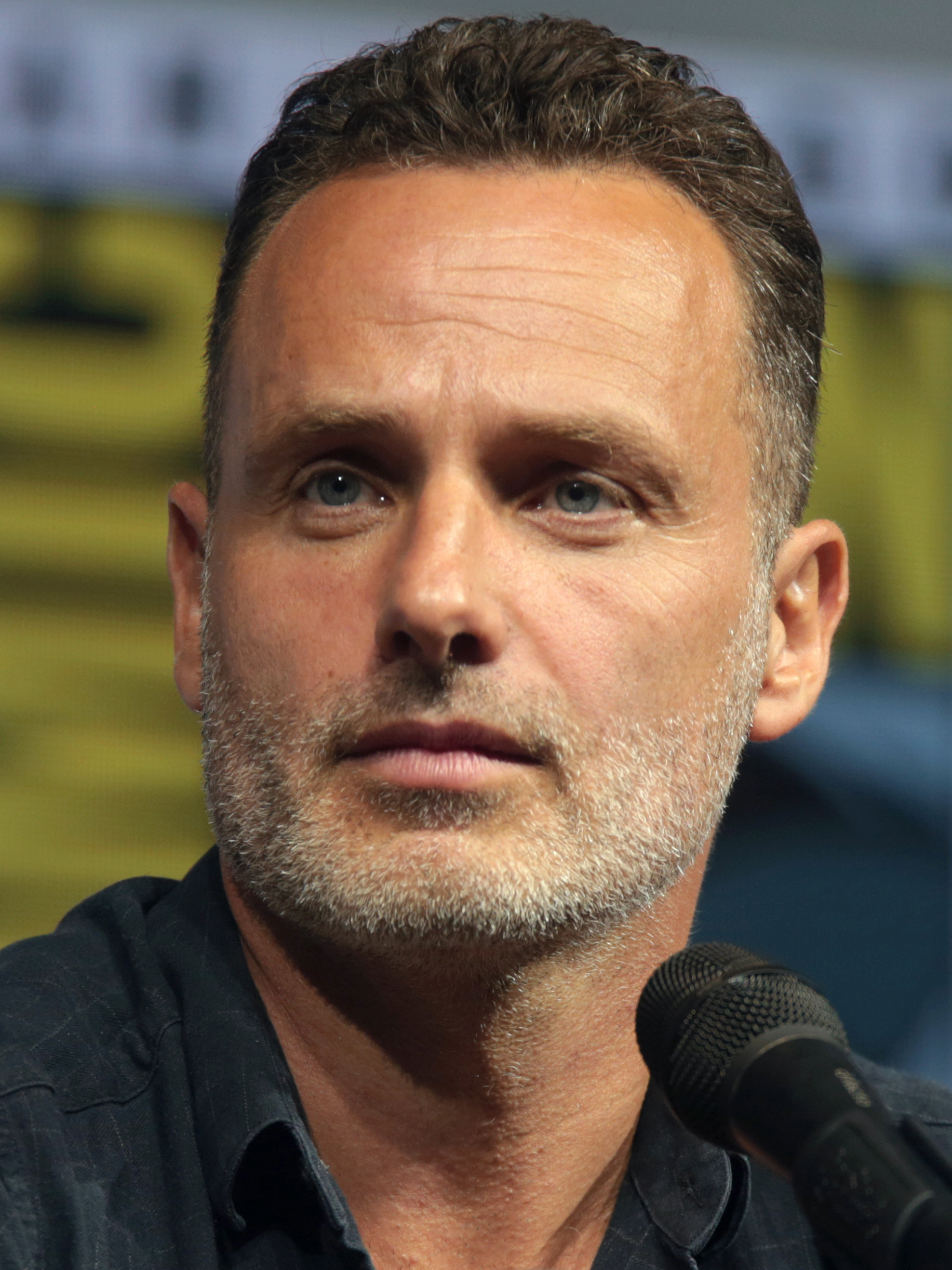
Andrew Lincoln (* 1973)

- Lincoln, Anthony (1911–1993), britischer Diplomat
- Lincoln, Benjamin (1733–1810), amerikanischer General im Amerikanischen Unabhängigkeitskrieg
- Lincoln, Blanche (* 1960), US-amerikanische Politikerin (Demokratische Partei)
- Lincoln, Bruce (* 1948), amerikanischer Religionswissenschaftler und Religionshistoriker
- Lincoln, C. Eric (1924–2000), US-amerikanischer Soziologe, Theologe und Autor
- Lincoln, Craig (* 1950), US-amerikanischer Wasserspringer
- Lincoln, Edward Baker (1846–1850), zweiter Sohn von Abraham Lincoln
- Lincoln, Elmo (1889–1952), US-amerikanischer Schauspieler
- Lincoln, Enoch (1788–1829), US-amerikanischer Politiker
- Lincoln, Evelyn (1909–1995), US-amerikanische Angestellte im Weißen Haus, Sachbuchautorin
- Lincoln, Fredman Ashe (1907–1998), britischer Rechtsanwalt und Marineoffizier
- Lincoln, Gatewood (1875–1957), US-amerikanischer Marineoffizier
- Lincoln, Henry (1930–2022), britischer Autor
- Lincoln, Jessie Harlan (1875–1948), Tochter von Robert Todd Lincoln
- Lincoln, Joseph Newhall (1892–1945), US-amerikanischer Romanist, Hispanist und Lusitanist
- Lincoln, Laughing Charley (1900–1963), US-amerikanischer Blues-Gitarrist und Sänger
- Lincoln, Lawrence J. (1909–2000), US-amerikanischer Offizier, Generalleutnant der US-Army
- Lincoln, Levi (1749–1820), US-amerikanischer Jurist und Politiker
- Lincoln, Levi junior (1782–1868), US-amerikanischer Politiker
- Lincoln, Mary (1818–1882), US-amerikanische First Lady (1861–1865)
- Lincoln, Merv (1933–2016), australischer Mittelstreckenläufer
- Lincoln, Robert Todd (1843–1926), US-amerikanischer Politiker und Diplomat, Sohn von Abraham LincolnRobert Todd Lincoln (1843–1926)

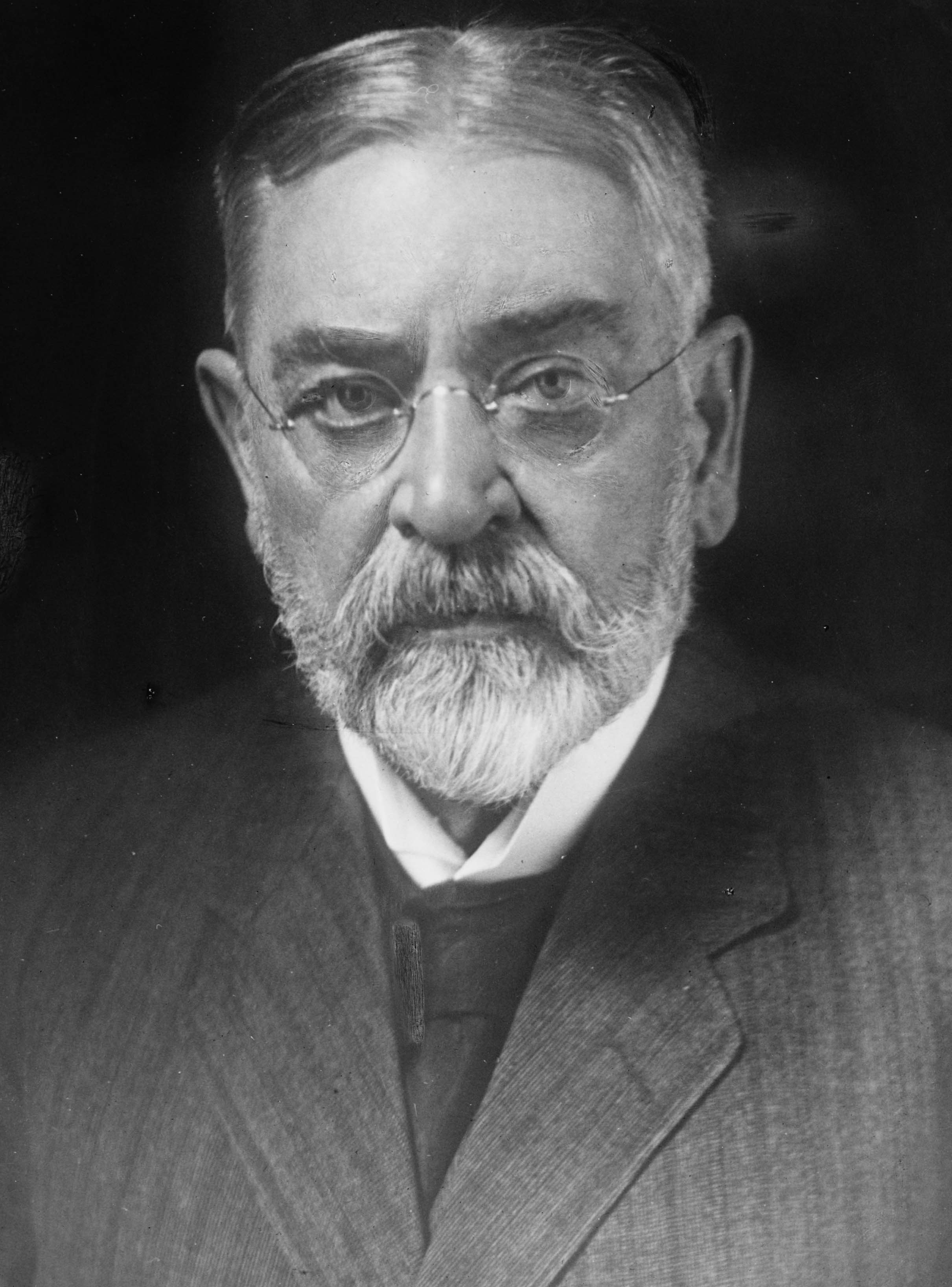
Robert Todd Lincoln (1843–1926)

- Lincoln, Samuel (1622–1690), Engländer
- Lincoln, Sarah (* 1982), deutsche Juristin, Rechtsanwältin, und stellvertretendes Mitglied des Hamburgischen Verfassungsgerichts
- Lincoln, Scott (* 1993), britischer Kugelstoßer
- Lincoln, Tad (1853–1871), jüngster Sohn von Abraham Lincoln
- Lincoln, Tania Marie (* 1972), deutsche Psychologin
- Lincoln, William S. (1813–1893), US-amerikanischer Jurist und Politiker
- Lincoln, William Wallace (1850–1862), dritte Sohn des amerikanischen Präsidenten Abraham Lincoln und seiner Ehefrau Mary Todd Lincoln
- Lincoln, Yannick (* 1982), mauritischer Radrennfahrer
- Lincoln-Smith, Emma (* 1985), australische Skeletonpilotin
- Lincoln-Smith, Holly (* 1988), australische Wasserballspielerin
- Lincom (* 1984), brasilianischer Fußballspieler
- Lincou, Thierry (* 1976), französischer Squashspieler
- Lincovsky, Cipe (1929–2015), argentinische Theaterschauspielerin